# 羅濟夫卡 (普里阿佐夫西克區)
46°56′13″N 35°47′4″E / 46.93694°N 35.78444°E
羅濟夫卡（烏克蘭語：Розівка）是位於烏克蘭東南部的村莊，由扎波羅熱州梅利托波爾區的新瓦西利夫卡市鎮負責管轄。該村始建於1925年，面積0.7平方公里，海拔高度61米，2001年人口642。